# 정명라인
정명라인은 1989년에 설립된 식품 전문 기업이다. 설립 당시 정명교역으로 설립되어 수입품의 국내 유통업을 하다 1996년에 정명라인으로 명칭을 바꾸고 식품 사업을 시작하였다. 이후 1998년에 에디슨치킨을, 2007년에 본스 치킨을 출범하여 외식업에 진출하였다.